# Shearella selvarani
Shearella selvarani är en spindelart som beskrevs av Pekka T. Lehtinen 1981. Shearella selvarani ingår i släktet Shearella och familjen Tetrablemmidae.
Artens utbredningsområde är Sri Lanka. Inga underarter finns listade i Catalogue of Life.